# 国防防諜・安全保障局
国防防諜・安全保障局（こくぼうぼうちょう・あんぜんほしょうきょく、英: Defense Counterintelligence and Security Agency, DCSA）は、アメリカ国防総省 (DoD) に内部部局として置かれている連邦治安組織である。所属の職員は、国防総省の責任の範囲内で、治安調査の実施、産業安全保障の監督・教育・意識向上のための訓練の実施を担当している。なお、産業安全保障担当者、背景事情捜査官、情報システムセキュリティ技術者は、特定の資格を有する特別捜査官である。局長は、諜報・安全保障担当国防次官に直属している。国防防諜・安全保障局は、アメリカ軍、国防総省の各機関、33の連邦機関、約10,000の認証された民間請負業者と施設に対し、セキュリティ支援サービスを提供している。国防防諜・安全保障局は、105の省庁を含む連邦政府の95％に対し背景事情捜査を実施し、連邦政府の70％の裁定や決定に関与している。国防防諜・安全保障局は、国家産業安全保障計画に基づいて、約10,000の認証された民間企業に対し、施設、人員、関連する情報技術システムを攻撃や脆弱性から適切に保護するために必要な監督を行っている。
国防防諜・安全保障局は、もともと1972年に国防捜査局として設置された。1999年、国防安全保障局に改称された。2019年、人事管理庁の国家背景事情捜査局が移管され、連邦職員の背景事情の調査に関する事務を実施することになったため、現在の国防防諜・安全保障局に改称された。